# Svatá Voršila
Svatá Voršila, někdy též Uršula Kolínská (v jiných jazycích Ursula či Orsola) byla křesťanská světice, panna a mučednice, která žila pravděpodobně ve 4. století n. l.

## Legendy

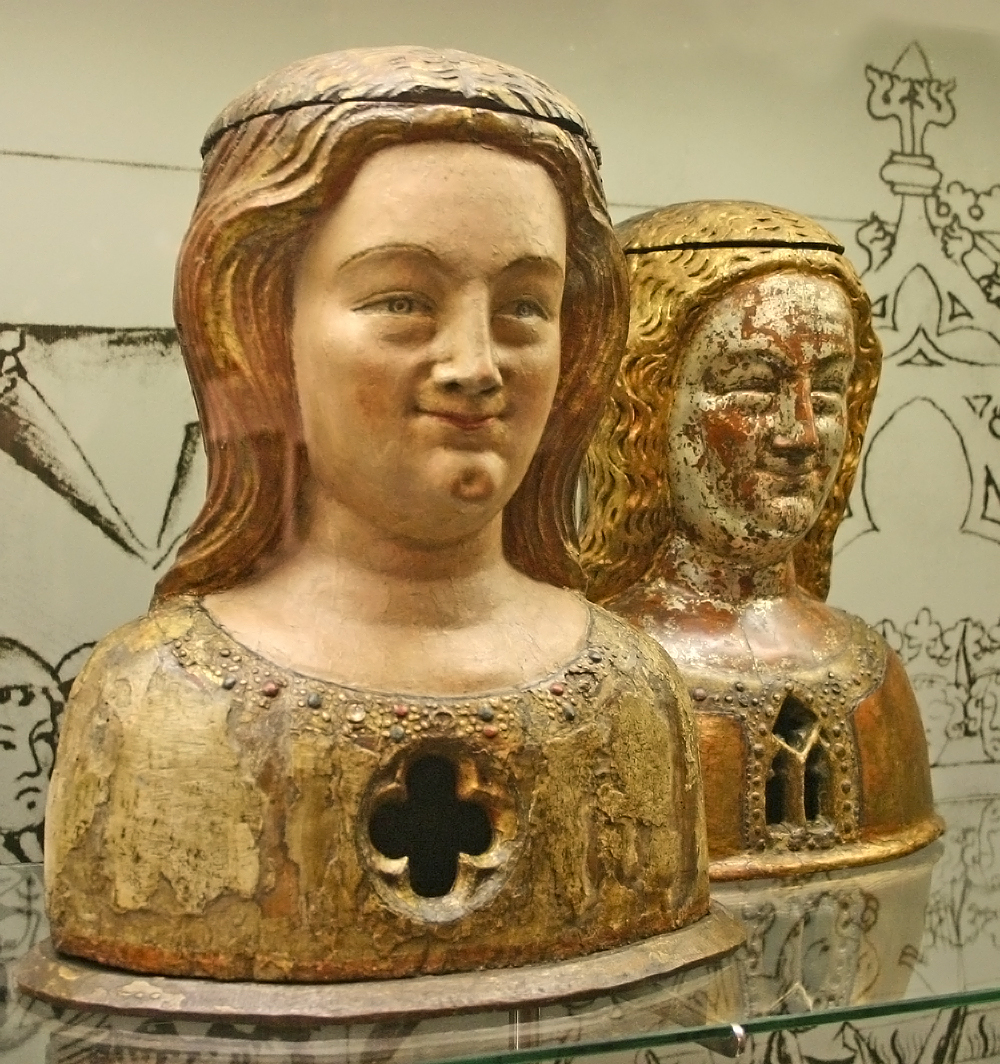
Relikviářová busta sv. Voršily ze Zlaté komory v Kolíně nad Rýnem, 14. století; nyní v Městském muzeu

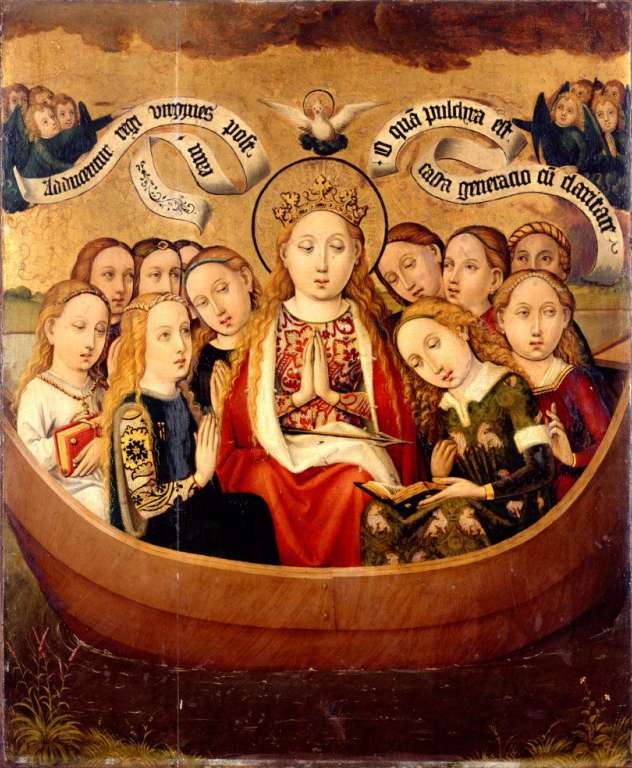
Svatá Voršila s družkami pluje po Rýně v lodi vedené Duchem svatým

Údaje o jejím životě a místech působení se dozvídáme z legend a z archeologických nálezů. Obojí je poměrně časného data: komentáře k římským mučedníkům se datují od roku 467 a náhrobní deska s nápisem, nalezená v Kolíně nad Rýnem, pochází rovněž z tohoto období. Nejčastější verze příběhu uvádí, že Voršila byla dcerou křesťanského krále v Británii (podle jiné dcerou bretaňského vévody). Aby se vyhnula nechtěnému sňatku  s pohanským princem Conanem (některé legendy zmiňují šlechtice známého svou divokostí, jiné pohanského prince) nebo jej alespoň oddálila, vypravila se společně se třemi či jedenácti družkami (Kordula, Pinnosa a Odilia) na zbožnou pouť do Říma. Družek či služebnic mělo být jedenáct. Během šíření legendy se údaj o jejich počtu změnil na jedenáct tisíc. Byla přidána Voršilina podmínka, že snoubenec musí být pokřtěn, a když se tak v Římě stalo, dostal jméno Ätherius (Etherieus) či Eleutherius a nastoupil do lodi. Pak se píše o Společnosti svaté Voršily.
Družky cestovaly lodí, plavily se po Severním moři a dále proti proudu Rýna. Cestou vyprávěla Voršila svým družkám o křesťanské víře, ty pak přijaly křesťanství a daly se v Římě pokřtít. Při zpáteční cestě byla Voršila s celou svou družinou u Kolína nad Rýnem přepadena Huny. Ti všechny Voršiliny družky postříleli šípy z luků, zatímco samotná Voršila se pro svou krásu zalíbila hunskému králi. Protože ho však odmítla, proklál ji také šípem. Legendy kladou tuto událost do období kolem roku 383 nebo kolem roku 451.

## Historická skutečnost
Existenci světice nasvědčuje nápis ze 4. století nebo počátku 5. století na kameni, který byl objeven v roce 1106 při přestavbě kolínských hradeb. Podle něho senátor Clematius nechal přestavět kostel vybudovaný na místě mučednictví skupiny panen. Voršila je zde oslavena alabastrovou sochou, ležící na náhrobku z černého mramoru a její lebka v bustě ze zlaceného stříbra je vystavena v tzv. Zlaté komoře.

## Ohlas
Voršila se stala od 10. století velmi uctívanou světicí, její památce byly zasvěcovány kostely, kaple či oltáře ve všech křesťanských zemích. Její kult, podporovaný zejména cisterciáky, dosáhl prvního vrcholu v 15. století. V roce 1493 nazval Kryštof Kolumbus jejím jménem nově objevené souostroví v Karibském moři: největší ostrov Santa Ursula (svatá Voršila) a menší Las Once Mil Virgines (11 000 panen), od roku 1917 se Panenské ostrovy rozlišují na Britské Panenské ostrovy a Americké Panenské ostrovy (ty jsou zasvěceny mužům panicům). 
V roce 1535 Anděla Mericiová založila řeholní společnost svaté Voršily, jejímž posláním bylo zejména vzdělávání dívek a péče o chudé a nemocné. Po její smrti roku 1544 papež Pavel III. udělil společnosti aprobaci řeholního řádu a po katolické reformě z Tridentského koncilu se Karel Boromejský zasloužil o přesné definování řeholních pravidel řádu.  Vzdělávací ústavy voršilek jsou po celém světě rozšířené dosud.

## Patrocinia

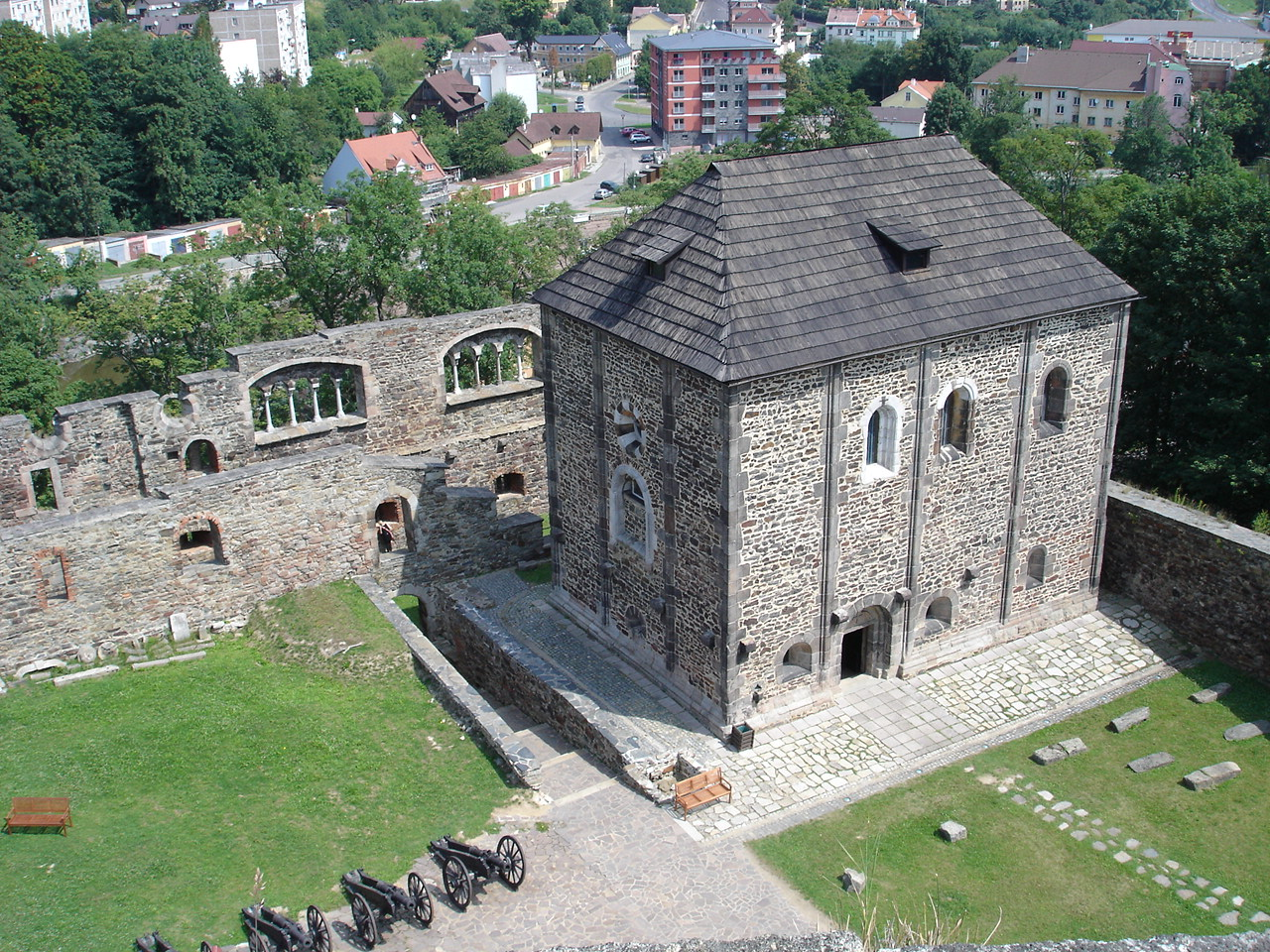
Kaple svaté Voršily v Chebském hradě

Svatá Voršila je patronkou Kolína nad Rýnem, mnoha kostelů a kaplí (nejstarší v českých zemích se dochovala na hradě v Chebu), Pařížské univerzity, portugalské univerzity v Coimbře, mládeže, nemocných dětí, učitelek, vychovatelek, školáků, soukeníků, dobrého manželství a klidné smrti. Oltáře 10 000 panen byly hojně rozšířeny od středověku v klášterních kostelech ženských řádů. Svatovoršilskou poutní cestu do Kolína nad Rýnem vykonaly ve středověku mnohé ženy. 

## Ikonografie
Bývá zobrazována jako krásná dívka s nepokrytou hlavou, jak ukrývá své družky pod pláštěm, s holubicí Ducha svatého nad hlavou řídí loď. K jejím dalším atributům patří šíp, korunka na hlavě, loďka, korouhev vítězství křesťanství s červeným křížem v bílém poli, poutnická hůl nebo lampa (připomínající podobenství o deseti ctnostných pannách). V legendárních scénách bývá Voršila zobrazena v momentu před smrtí, kdy na ni hunský král míří lukem (například oltářní deska Hanse Memlinga z let 1489-1490 zde v infoboxu).
Relikviářové busty s lebkami sv. Voršily a její společnosti ze zlaceného stříbra nebo z pozlaceného dřeva byly vytvořeny ve 13. a 14. století a shromážděny v tzv. Zlaté komoře (Goldene Kammer), jejíž stěny jsou vykládány kostmi světic jako ossuarium,  byly poutním cílem při kostele sv. Voršily v Kolíně nad Rýnem. 

## Svátek
Její svátek se slaví 21. října. V roce 1969 byla vyňata z obecného kalendáře.